# Gryllus scudderianus
Gryllus scudderianus är en insektsart som beskrevs av Henri Saussure 1874. Gryllus scudderianus ingår i släktet Gryllus och familjen syrsor. Inga underarter finns listade i Catalogue of Life.